# Piotr Wielikij (1989)
Piotr Wielikij – rosyjski krążownik rakietowy z napędem atomowym projektu 1144. Okręt będący czwartą z serii jednostką projektu 1144 wszedł do służby w grudniu 1998 roku. Jednostkę nazwano imieniem cara Piotra I Wielkiego.

## Historia
Stępkę pod budowę czwartego okrętu projektu 1144 położono w stoczni bałtyckiej w Leningradzie 25 kwietnia 1986 roku. Wodowanie nastąpiło 25 kwietnia 1989 roku. Z powodu zakończenia zimnej wojny i rozpadu ZSRR prace wyposażeniowe na okręcie zostały wstrzymane. Po wznowieniu budowy w stoczni w Siewieromorsku, okręt został ukończony w roku 1996 i po intensywnych próbach morskich wszedł do służby w 1998 roku, kiedy to został wcielony do Floty Północnej. 

## Służba
12 sierpnia 2000 roku „Piotr Wielikij” uczestniczył w wielkich manewrach morskich na Morzu Barentsa, podczas których zatonął okręt podwodny „Kursk”. Brał czynny udział w akcji ratunkowej.
25 listopada 2008 roku razem z niszczycielem „Admirał Czabanienko” i dwoma okrętami zaopatrzeniowymi przypłynął do Wenezueli, przez Morze Śródziemne i Ocean Atlantycki, w celu odbycia 1 grudnia wspólnych kilkudniowych manewrów z siłami zbrojnymi tego kraju, będących elementem zacieśniania stosunków z Wenezuelą. 
22 września 2013 roku okręt wyszedł w rejs na Morze Śródziemne, gdzie od 10 do 18 listopada ćwiczył współdziałanie m.in. z okrętem desantowym „Jamał” Floty Czarnomorskiej. 
15 października 2016 roku „Piotr Wielikij” wyruszył w eskorcie lotniskowca „Admirał Kuzniecow” na Morze Śródziemne, aby wspierać tam działania rosyjskich sił zbrojnych w toczącej się wojnie domowej w Syrii. Zespół dotarł na miejsce 12 listopada, po czym podjął operacje lotnicze.
W 2023 roku pojawiły się spekulacje, oparte na informacjach agencji TASS, że „Piotr Wielikij” zostanie wycofany ze służby po ukończeniu modernizacji bliźniaczego „Admirała Nachimowa”, na którego przeszła już załoga „Piotra Wielikiego”, co przewidywane  jest na 2024 rok.
W marcu 2025 roku, nieużywany od 2 lat krążownik był unieruchomiony w porcie w Siewierodwińsku.